# Bringhurst
Bringhurst – wieś w Anglii, w hrabstwie Leicestershire, w dystrykcie Harborough. Leży 29 km na południowy wschód od miasta Leicester i 121 km na północ od Londynu. Miejscowość liczy 50 mieszkańców.